# 秋田県道49号本荘大内線
秋田県道49号本荘大内線（あきたけんどう49ごう ほんじょうおおうちせん）は、秋田県由利本荘市を通る県道（主要地方道）である。

## 概要
日本海東北自動車道（国道7号）本荘ICの南西約1キロメートル、国道107号交点から路線が始まり、ほぼ東方向の山間部、小友峠を抜けて同市岩野目沢で秋田県道29号横手大森大内線に接続する。路線の約7割が未改良区間で、道幅が狭くカーブの多い山道である。

### 路線データ
- 総延長 : 17.647 km[2]
- 実延長 : 17.647 km[2]
- 起点 : 秋田県由利本荘市三条字三条谷地76番（三条交差点、国道107号交点）[3]
- 終点 : 秋田県由利本荘市岩野目沢字長瀬野164番3（秋田県道29号横手大森大内線交点）[3]
- 未供用区間 : なし[2]

## 歴史
- 1976年（昭和51年）4月13日 - 秋田県道に認定される[3]。
- 1993年（平成5年）5月11日 - 建設省から、県道本荘大内線が本荘大内線として主要地方道に指定される[4]。

## 路線状況

### 冬期閉鎖区間
- 区間 : 由利本荘市北の股 - 由利本荘市大小屋[5]
  - 期日 : 11月中旬 - 5月中旬[6]

### 交通不能区間
- なし[7]

### 道路施設
- 本荘IC - 日本海東北自動車道（起点から国道107号経由、1キロメートル）

## 地理
- 小友峠

### 交差する道路
| 施設名     | 接続路線名                 | 備考         | 所在地                                                        |
| ---------- | -------------------------- | ------------ | ------------------------------------------------------------- |
| 三条交差点 | 国道107号                  | 起点         | 由利本荘市三条字三条谷地                                      |
|            | 秋田県道69号本荘岩城線     | 県道69号起点 | 由利本荘市北の股字北の股北緯39度22分49.6秒 東経140度7分22.5秒 |
|            | 秋田県道29号横手大森大内線 | 終点         | 由利本荘市岩野目沢字長瀬野                                    |